# Tommy & Oscar
Tommy & Oscar è una serie televisiva a cartoni animati italiana creata da Max Alessandrini ed Iginio Straffi, creazione grafica dei personaggi Pietro Dichiara (Oscar è una creazione a due mani con Carlo Rambaldi) e prodotta da Rainbow, Rai Fiction e Arab-Malaysian Corporation Berhad.

## Trama
Il Professor Leonard è il classico scienziato pazzo, bizzarro ed eccentrico. Le sue strabilianti invenzioni terminano spesso con risultati imprevedibili. Tuttavia, grazie a queste invenzioni, suo nipote Tommy diventa un supereroe intento a proteggere il mondo da Cesare, un affarista senza scrupoli.
Tommy, insieme al suo amico alieno Oscar, viaggeranno in giro per il mondo cercando di ostacolare i loschi piani di Cesare che progetta di diventare l'uomo più ricco del mondo. Le sue strategie per arricchirsi sono però dei piani diabolici per fare soldi in fretta senza considerarne le disastrose conseguenze.
Fortunatamente i nostri eroi non sono soli. Ci sono Yukari, esperta in arti marziali, e Peter, un talentuoso musicista. Insieme dovranno salvare animali, proteggere foreste e svelare complicati segreti. La vita non è mai facile per Tommy & Oscar! Questa avventurosa serie è un cocktail esplosivo di suspense, gag e musica.

## Ambientazione
La città principale della serie è Rainbow City, che prende il nome dalla casa di produzione della serie.

## Personaggi
Tommy
Doppiato da: Monica Ward
Un bambino biondo di circa 10 anni che vive con il suo strampalato zio Leonard e Oscar. Grazie allo zio diventa una sorta di supereroe cittadino.
Oscar
Doppiato da: Luca Violini (serie tv), Andrea Ward (film)
Un simpatico e bizzarro alieno rosa che si ciba di note musicali e che può modificare il suo corpo a piacimento.
Yukari
Doppiata da: Beatrice Margiotti (serie tv), Eleonora Reti (film)
Una bambina di origine giapponese, amica di Tommy, piena d'azione, ha il suo ballo d'attacco, la Katonga Dance ed infatti è un'esperta di arti marziali.
Prof. Leonard
Doppiato da: Toni Orlandi (serie tv), Massimiliano Plinio (film)
Un simpatico e bizzarro scienziato, ma grande inventore. È lo zio di Tommy e vive insieme a lui.
Peter
Ragazzo di colore; è il migliore amico di Tommy, e ha un negozio di musica.
Woody Alien
È l'amico di Oscar che risiede sul loro pianeta d'origine: Pianota. Il suo nome è un omaggio al regista Woody Allen.
Buck
Un cane in grado di camminare sulle zampe anteriori, vive insieme a Tommy e a Oscar.
Cesare
Doppiato da: Goffredo Matassi (serie tv), Mario Bombardieri (film)
L'antagonista principale della serie. Affarista senza scrupoli, basso e brutto, è convinto che l'unica cosa che conti sia il denaro, e non risparmia sopraffazioni per arricchirsi.
Ork e Dork
Una coppia di scimmioni stupidi, dotati di favella ma non di intelletto. Lavorano per Cesare come gorilla anche se vengono sempre messi al tappeto da Yukari.
Decibel
Un robot tiranno di Pianota, una sorta di controparte aliena di Cesare.
Fin dalla loro prima apparizione nei due CD-ROM educativi "Il Fantasma del Teatro" (premiato nel 1996 con il prestigioso "Bologna Media Prize") e "Missione Musica" (1998), i personaggi di Tommy e Oscar hanno riscosso un notevole successo in tutto il mondo, soprattutto in Europa, America Latina e Asia.

## Episodi

### Prima stagione
1. Un concerto per Oscar!
2. Il rapimento di Oscar
3. Il cucciolo del passato
4. Animali volanti
5. Basket, che passione!
6. Passato, presente e... rifiuto!
7. Phan Tom Manor
8. Il supersmacchiatore casalingo
9. Missione musica!
10. Il ritorno del pioniere
11. Doppia personalità
12. Votate per Cesare!
13. Acqua in bocca!
14. Il canto del cristallo
15. La fabbrica delle barzellette
16. Anche Cesare ha un cuore!
17. Katonga, katonga!
18. La nota stonata
19. Il tango delle balene!
20. Una notte all'opera
21. Il fantasma della miniera
22. Carnevale, ogni sogno vale!
23. Il primo giorno di scuola
24. Giallo a Rainbow City!
25. Sotto il segno di Tommy & Oscar
26. Futurgame

### Seconda stagione
1. Tommy & Oscar Show
2. Il mistero di Bluewater Lake
3. Internetland
4. Il fantasma del futuro
5. Yukari in pericolo
6. Avventura a Tune Town
7. Guerre spaziali
8. Preludio in do minore
9. Il rito del settimo sole
10. Blues al centro della Terra
11. Operazione girasole
12. Tuttothlon
13. Universi paralleli
14. Buon compleanno Oscar
15. Ombre su Pianota
16. Il re dei giocattoli
17. Il segreto di Olaf il vikingo
18. Il sogno di Oscar
19. L'isola dei pappagalli
20. La rivolta dei fumetti
21. Riserva di caccia... al tesoro!
22. Amici di pelo
23. Sulle tracce dello Yeti
24. Mistero sotto zero
25. Salviamo le favole
26. Insetti all'attacco

## Film d'animazione
Nel 2007 è stato prodotto un film con i personaggi della serie intitolato Tommy & Oscar - Il film e diretto da Iginio Straffi.